# Волик (заказник)
Во́лик — ландшафтний заказник місцевого значення в Україні. Розташований у межах Ічнянського району Чернігівської області, біля сіл Воронівка і Лучківка. 
Площа 425 га. Статус присвоєно згідно з рішенням Чернігівського облвиконкому від 23.09.1991 року № 215. Перебуває у віданні ДП «Прилуцьке лісове господарство» (Жадьківське л-во, кв. 64-74). 
Статус присвоєно для збереження частини лісового масиву, у деревостані якого: дуб, сосна, береза та інші. 
Заказник «Волик» входить до складу Ічнянського національного природного парку.